# Генерал-губернатор Нигерии
Генерал-губернатор Нигерии (англ. Governor-General of Nigeria) — фактический глава государства Нигерия с 1 октября 1957 по 1 октября 1960 года. Представлял формального главу государства — монарха Великобритании.
Пост появился с провозглашением независимости Нигерии в 1960 году и был упразднён ровно через три года с провозглашением республики в 1963 году, после чего главой государства стал президент Нигерии.
Также генерал-губернатором Нигерии именовался глава британской колонии Нигерия в 1914—1919 и 1954—1960 годах.

## Список генерал-губернаторов Нигерии
- Сэр Фредерик Лугард (1 января 1914 — 8 августа 1919)
- Сэр Джон Стюарт Макферсон (1 октября 1954 — 15 июня 1955)
- Сэр Джеймс Уилсон Робертсон (15 июня 1955 — 16 ноября 1960)
- Ннамди Азикиве (16 ноября 1960 — 1 октября 1963)